# Rosenkranzkönigin (Sötern)

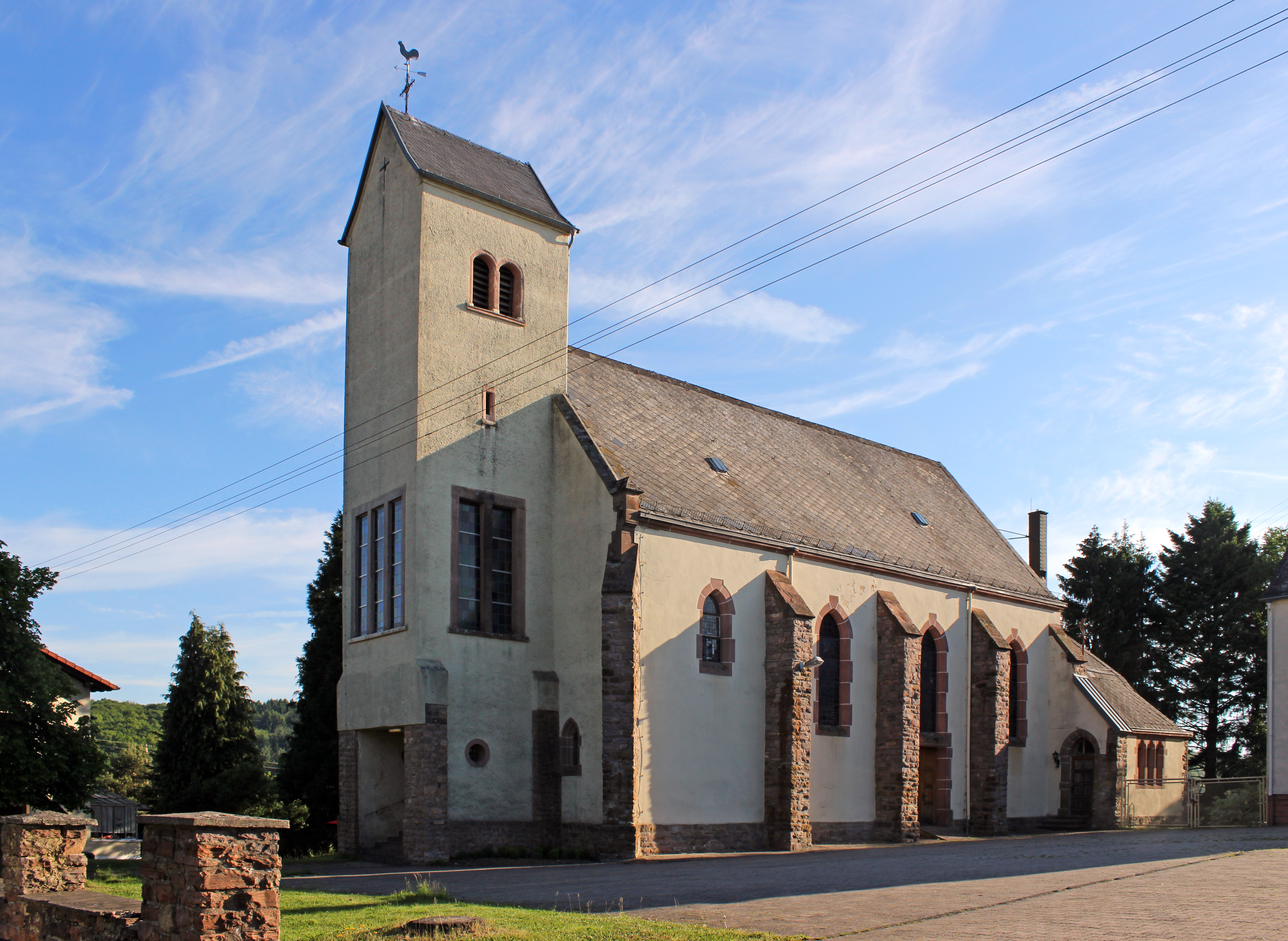
Katholische Pfarrkirche Rosenkranzkönigin in Sötern

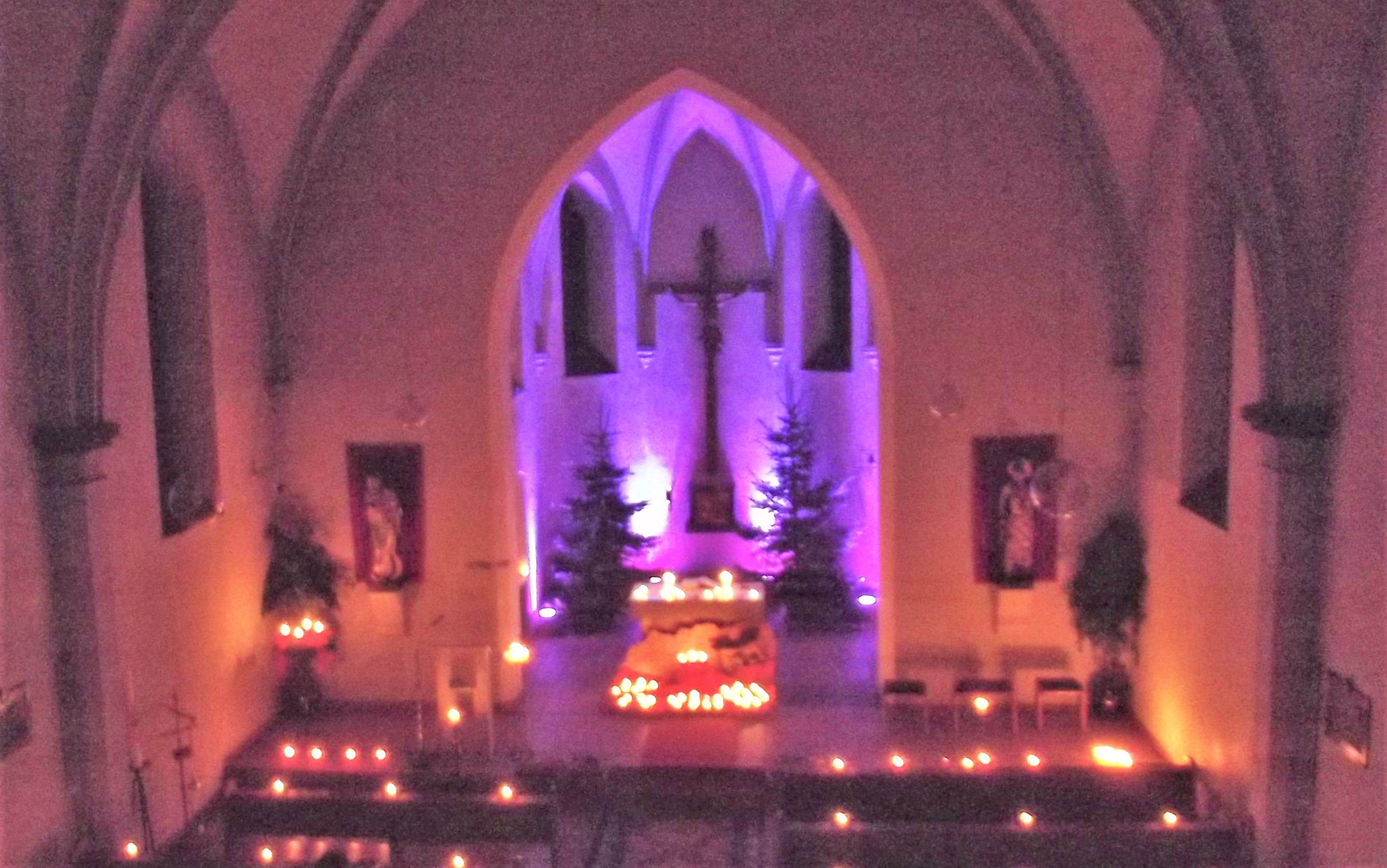
Blick von der Empore in Richtung Altar

Die Kirche Rosenkranzkönigin ist eine römisch-katholische Pfarrkirche des Bistums Trier im saarländischen Sötern. Sie gehört zur Pfarreiengemeinschaft Bostalsee.

## Geschichte
Die Kirche wurde nach den Plänen des Architekten Wilhelm Hector errichtet und im Jahr 1908 eingeweiht. Der Kirchturm wurde erst 1954 errichtet. Von 1927 bis 2007 gehörte die Kirchengemeinde St. Katharina in Schwarzenbach als Filiale zu Sötern.

## Baubeschreibung
Dem neugotischen mit Strebepfeilern versehenen Kirchenbau ist ein stilfremder Kirchturm mit Satteldach vorgelagert. Im Unterschied zum Kirchenschiff sind dessen seitliche Schallöffnungen im Rundbogenstil ausgeführt und die Turmwand im ersten Stockwerk mit großen rechteckigen Fenstern durchbrochen. Der einschiffige vierjochige Innenraum wird mit einem Kreuzrippengewölbe überdeckt. Der Chorraum schließt mit einem Fünfachtelschluss ab. Die Bleiglasfenster sind mit schlichten bunt getönten Scheiben ausgefüllt und im Spitzbogenstil ohne weiteres Maßwerk gehalten.

## Orgel

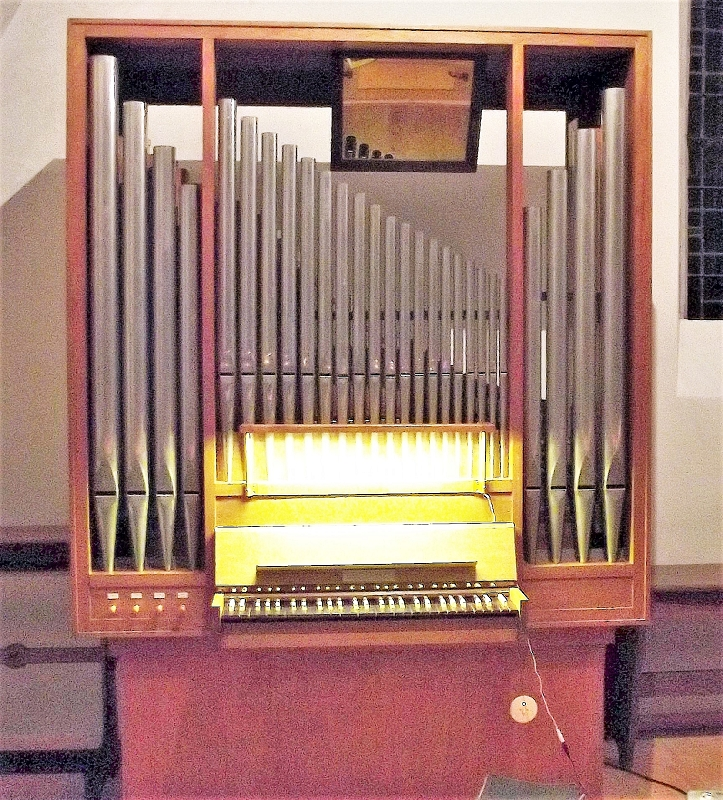
Schuke-Positiv

Die heutige Pfeifenorgel wurde ursprünglich 1966 durch die Orgelbaufirma Karl Schuke (Berlin) für die evangelische Kirche in Steinberg-Deckenhardt errichtet. Nachdem diese im Jahr 2007 entwidmet worden war, wurde das Positiv nach Sötern verkauft und dort auf der Empore aufgestellt. Das Instrument besitzt vier Register, kein Pedal und vollmechanische Schleifladen. Die Disposition ist wie folgt:
| I Manual C–g3 |    |
| Gedackt       | 8′ |
| Prinzipal     | 4′ |
| Waldflöte     | 2′ |
| Mixtur III    |    |